# Альфонсо XII
Альфонсо XII (ісп. Alfonso XII, також відомий як El Pacificador (ісп. Миротворець); 28 листопада 1857 — 25 листопада 1885) — король Іспанії у 1877–1885 роках.

## Молодість
Молодий інфант мав погані стосунки зі своєю матір'ю королевою Іспанії Ізабелою II. Психологічний стан його погіршувало знання того, що король-консорт Франсіско де Асіз Бурбон не був справжнім його батьком. У цей час у 1868 році відбулася іспанська революція. Монархію було повалено. 25 червня 1870 року в еміграції Ізабелла II зреклася своїх претензій на трон на користь Альфонса.
Альфонсо пройшов навчання в навчальних закладах Парижа, Женеви, Відня. Влітку 1874 року Альфонсо вступив до Королівської військової академії. Там він заявив про ліберальні настрої та бажання бути конституційним монархом.

## Король Іспанії
Хитка внутрішня політична ситуація в Іспанії викликала дедалі більше невдоволення населення. Нарешті, 29 грудня 1874 року, генерал Арсеніо Мартинес Кампос здійснив військовий путч, але відразу передав владу Антоніо Кановас дель Кастільйо — представнику Альфонсо в Іспанії. Наступного дня Альфонсо став королем Іспанії. У цей час тривала третя карлістська війна. У березні 1876 армія на чолі з Альфонсо XII повністю розгромила останні частини карлістів.
У лютому 1878 року укладено Санхонський мир, який дав перерву у тривалій війні з Кубою.
У 1883 році король здійснив поїздку по Європі — Німеччиною, Австрією, Бельгією. Альфонсо XII зміг не допустити війни з Німеччиною через Каролінські острови — третейська комісія папи римського Лева XIII прийшла до висновку, що ця територія належить Іспанії.

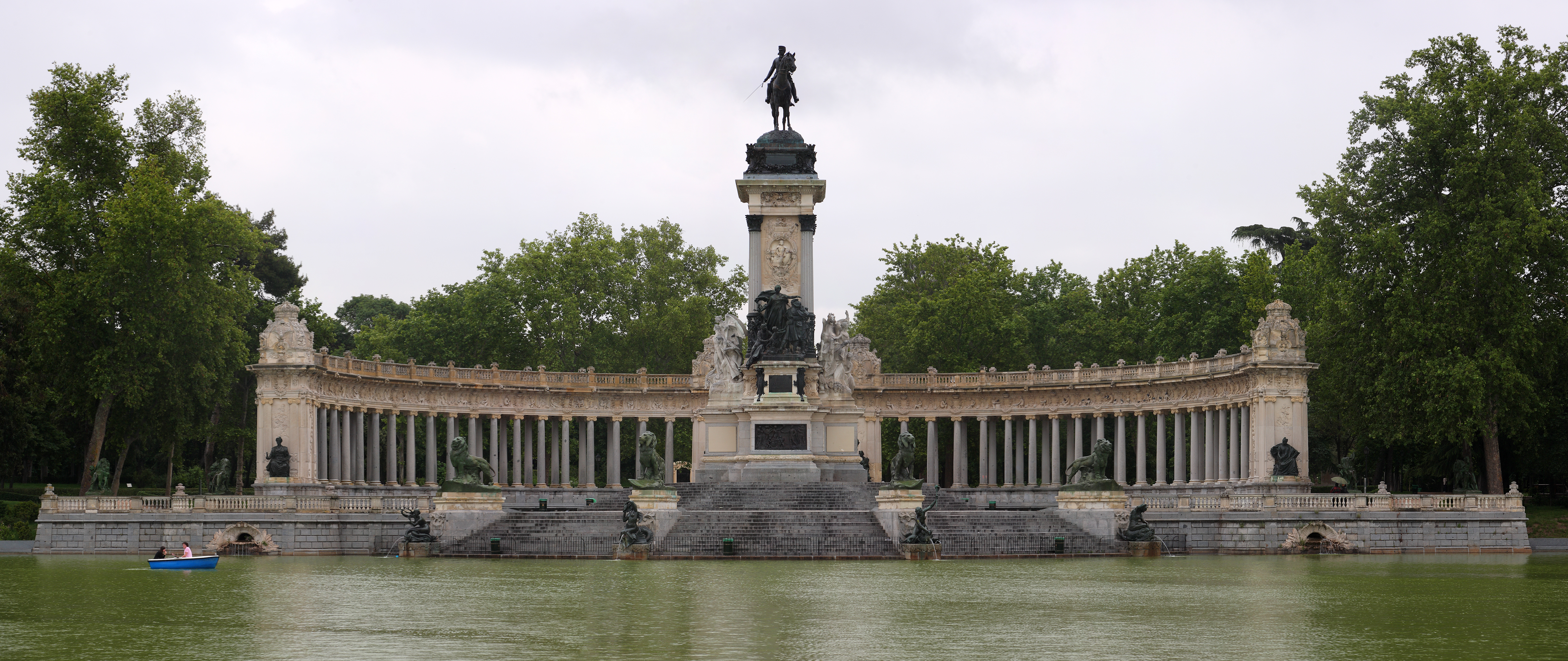
Монумент Альфонсу XII

За Альфонса XII затвердилася реставраційна або кановаліська система, коли почергово урядували дві партії.
Помер Альфонсо XII 25 листопада 1885 року внаслідок дизентерії, хоча до цього багато років страждав на туберкульоз.

## Родина
1. Дружина — Марія де лас Мерседес Монпансьє (1860—1878), дітей в них не було
2. Дружина — Марія Крістіна (1858—1929), ерцгерцогиня Габсбург-Лотаринзька.

Діти:
- Марія де ла Мерседес (1880—1904)
- Марія Тереза (1882—1912)
- Альфонсо (1886—1941)